# کسنیا سمنووا
کسِنیا آندریه‌ونا سِمِنووا (زاده ۲۰ اکتبر ۱۹۹۲) ژیمناست هنری اهل روسیه است.
او در سال ۲۰۰۷ قهرمان جهان در رشته پارالل ناهم‌سطح و قهرمان ۲۰۰۸ اروپا در پارالل ناهم‌سطح و چوب موازنه شد. او در مسابقات قهرمانی ۲۰۰۸ اروپا عضو تیم روسیه بود، تیمی که برنده مدال نقره شد. سمنووا سال ۲۰۰۹ نیز در اروپا به قهرمانی دست یافت.